# Epectasis juncea
Epectasis juncea är en skalbaggsart som först beskrevs av Newman 1840. Epectasis juncea ingår i släktet Epectasis och familjen långhorningar.
Artens utbredningsområde är:
- Guatemala.
- Honduras.
- Nicaragua.
- Panama.

Inga underarter finns listade i Catalogue of Life.